# Biserica de lemn din Domnin

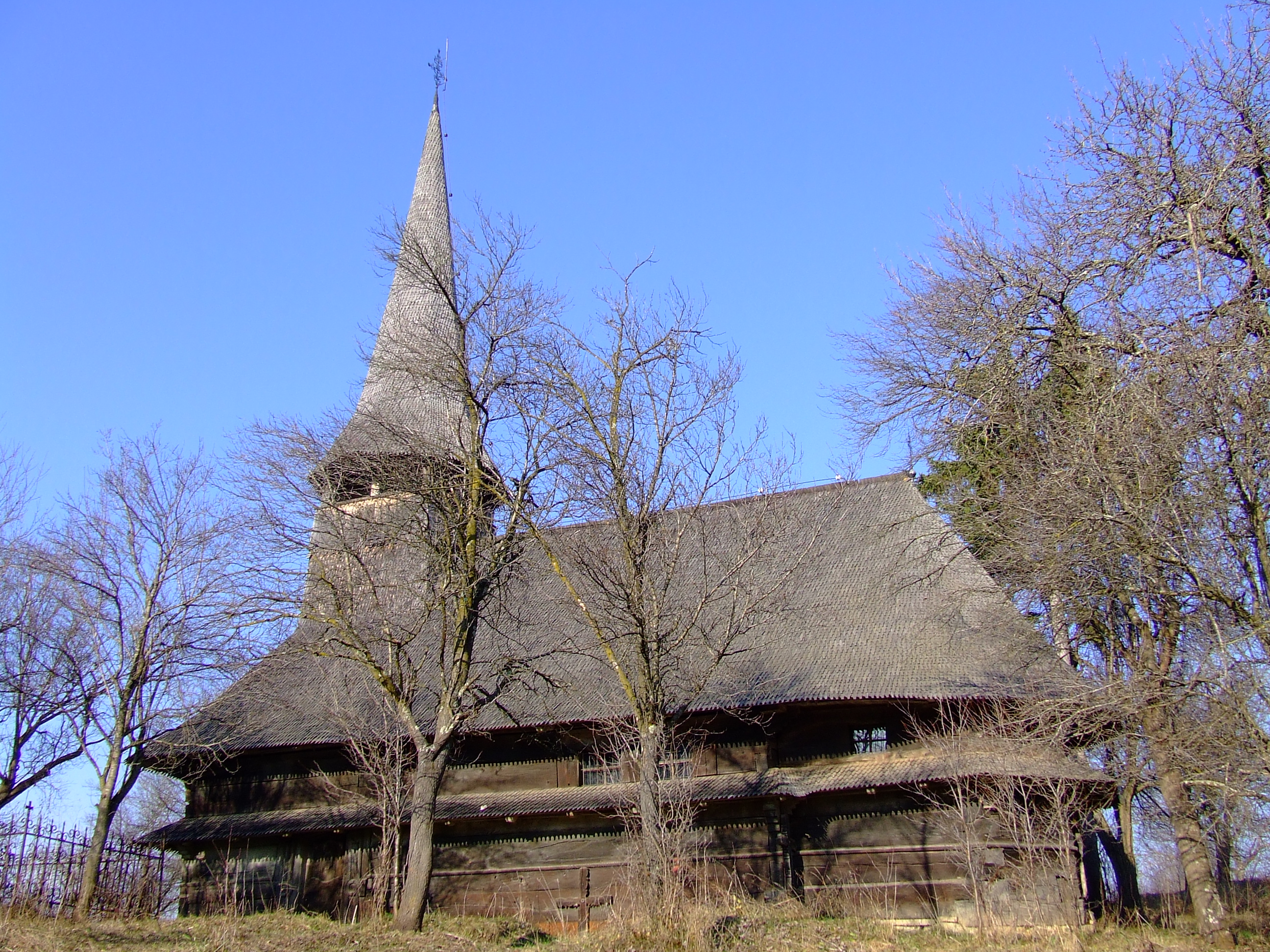
Biserica de lemn din Domnin

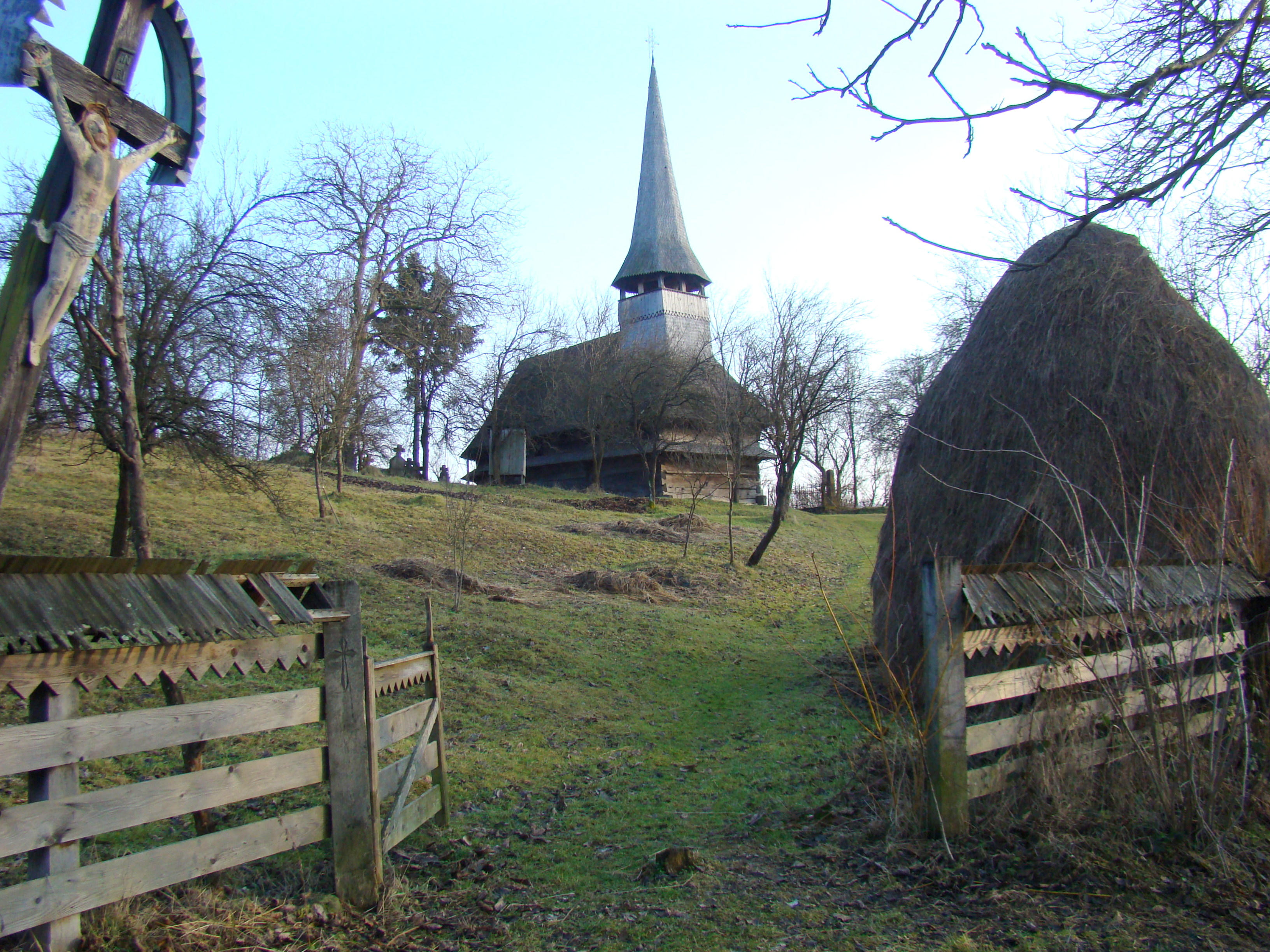
Biserica de lemn Sf.Arhangheli din Domnin, foto: februarie 2009.

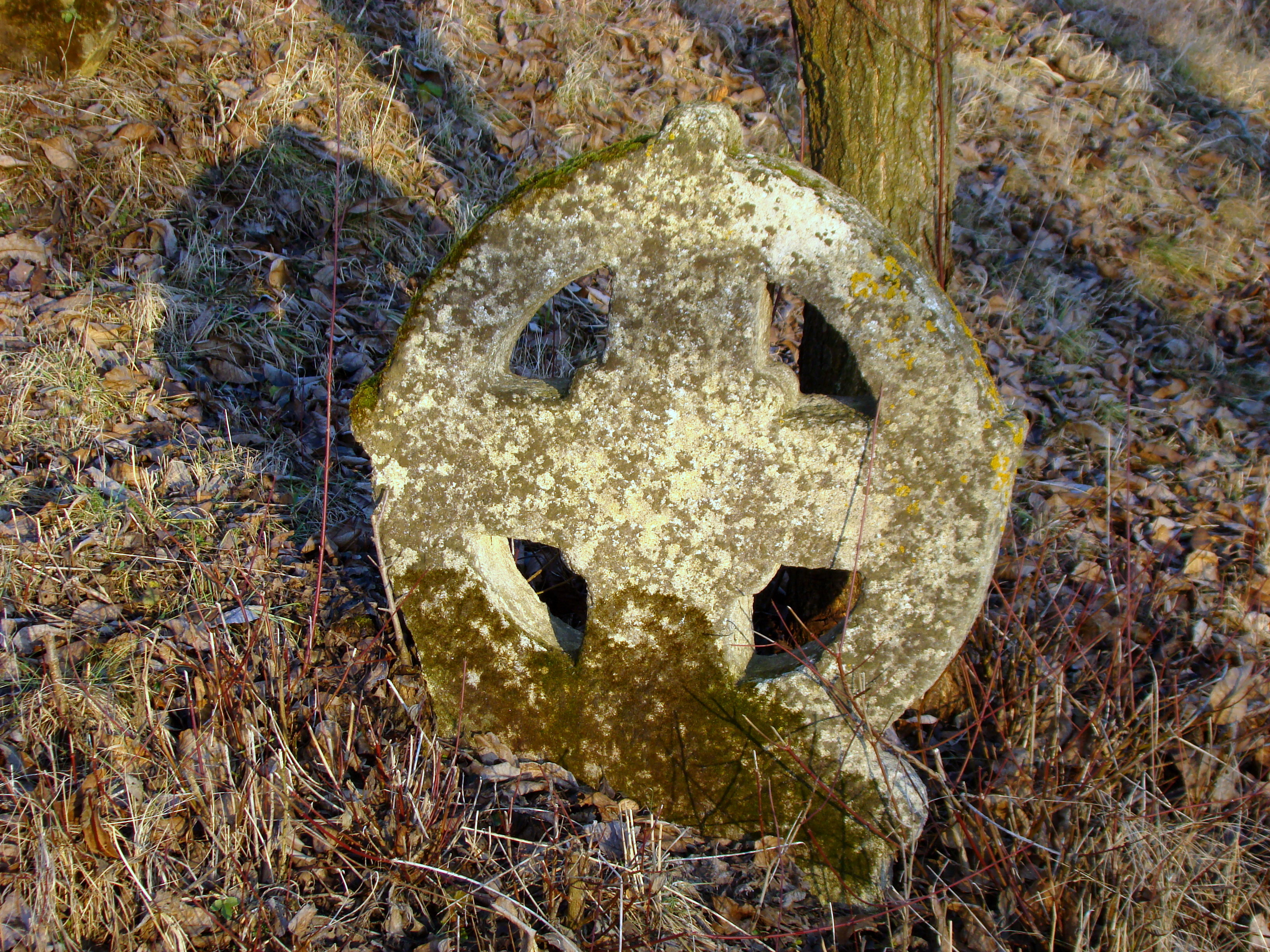
Cruce veche de piatră cu roată

Biserica de lemn din Domnin se află în localitatea omonimă din județul Sălaj și datează din anul 1753. Aceasta este singura biserică din Sălaj construită în stilul bisericilor de lemn maramureșene, cu streașină dublă. Biserica se află pe noua listă a monumentelor istorice sub codul LMI:  SJ-II-m-A-05050 și a fost restaurată în anii 1999-2000.

## Imagini

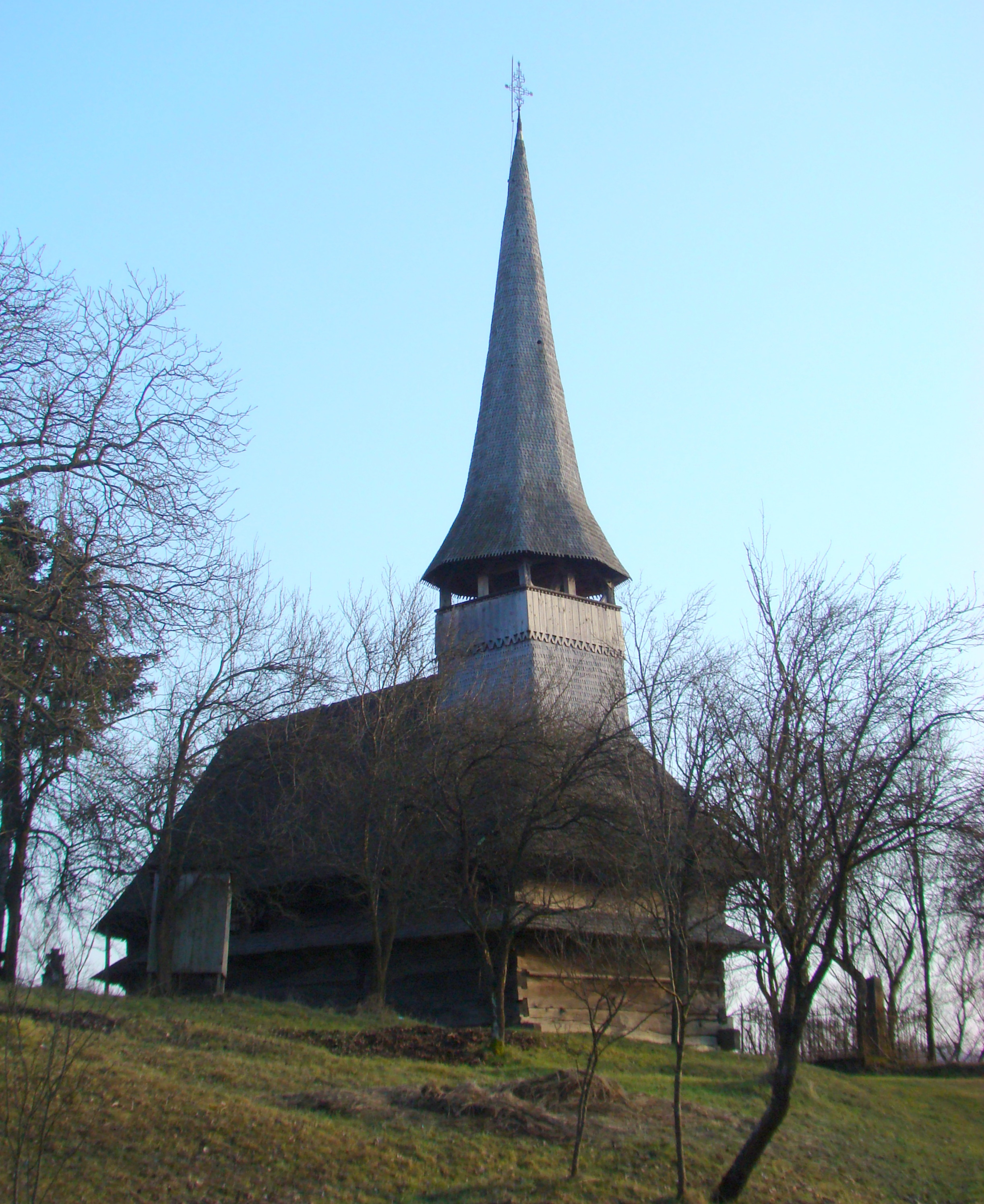
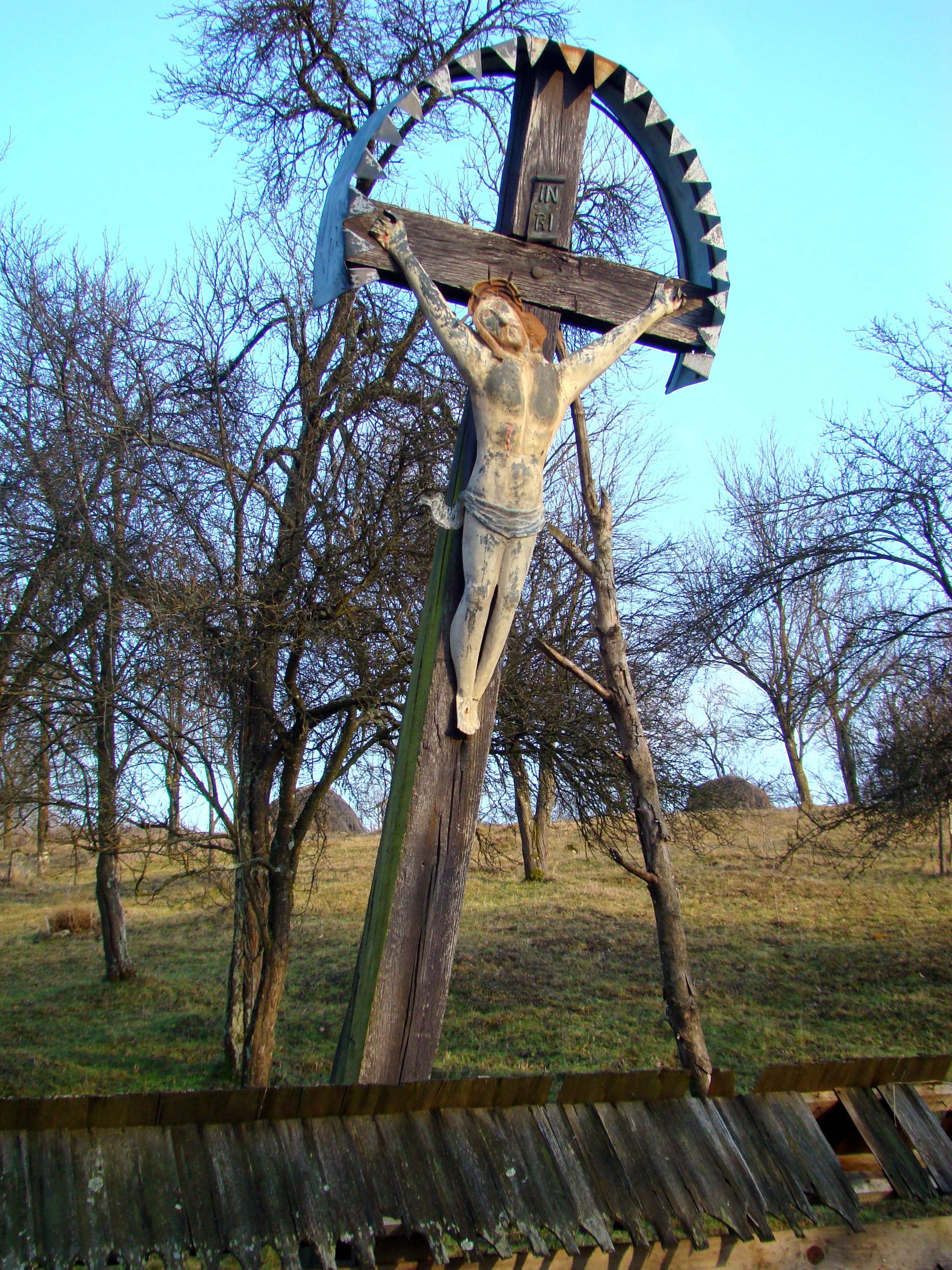
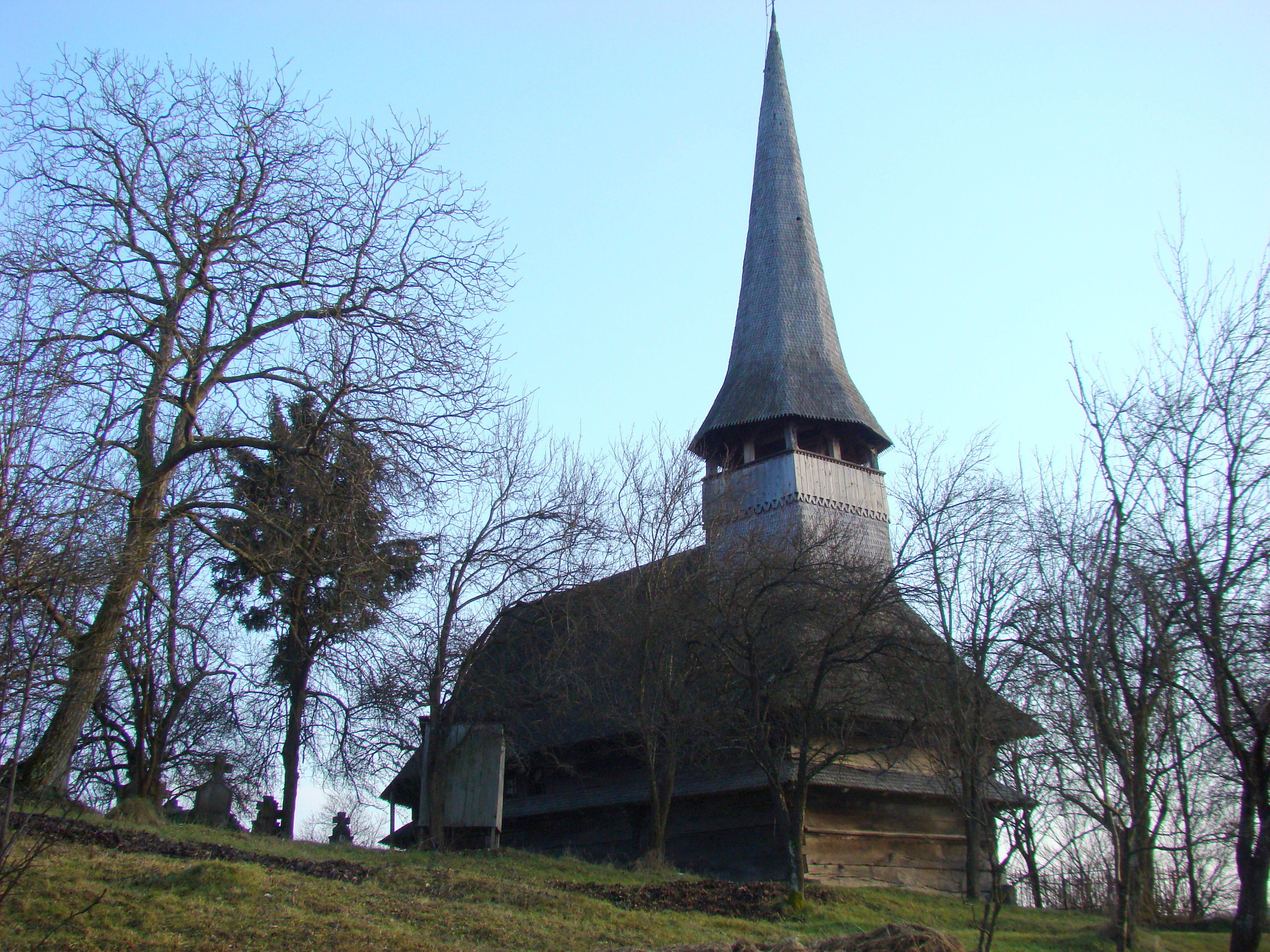
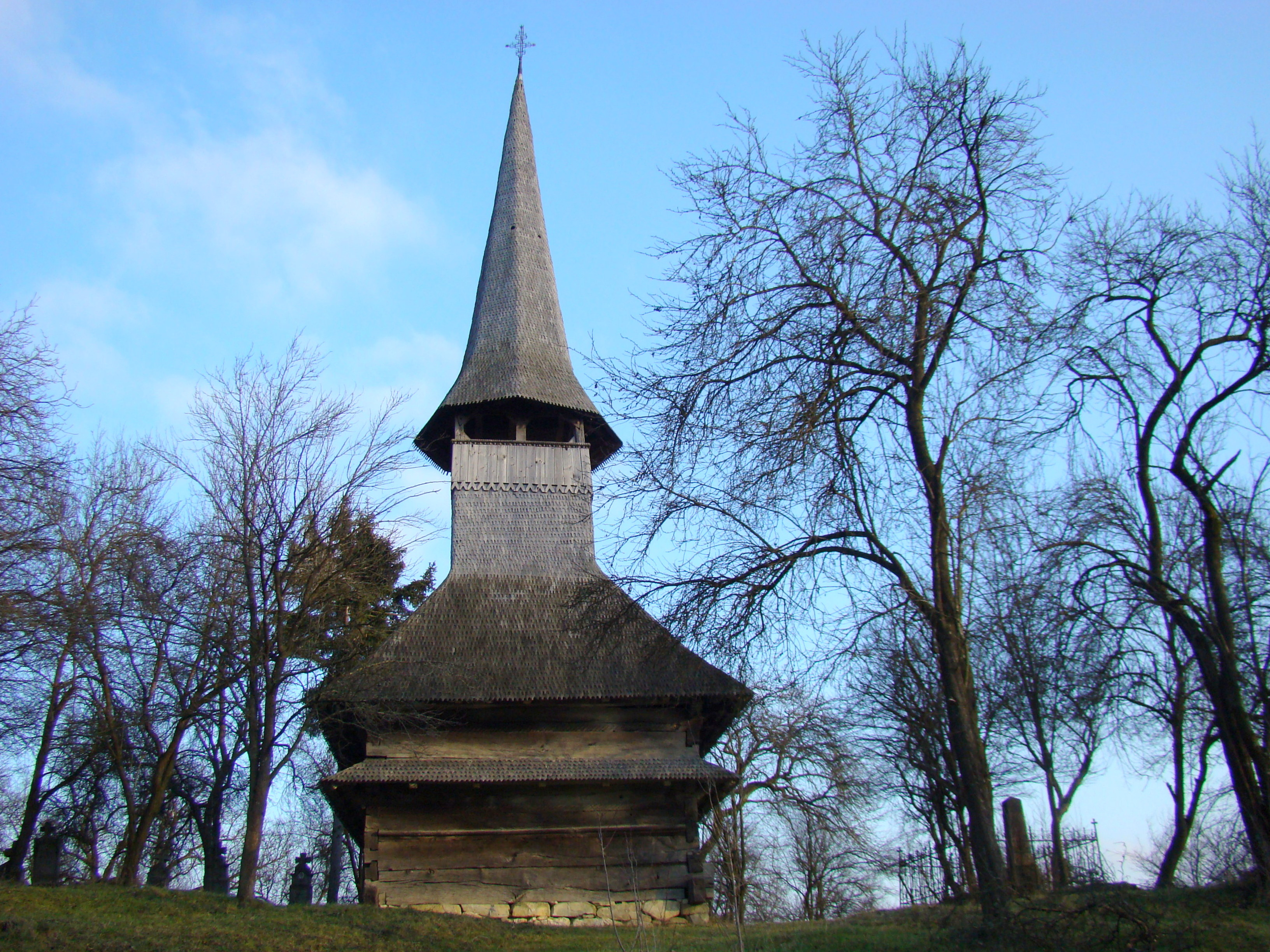
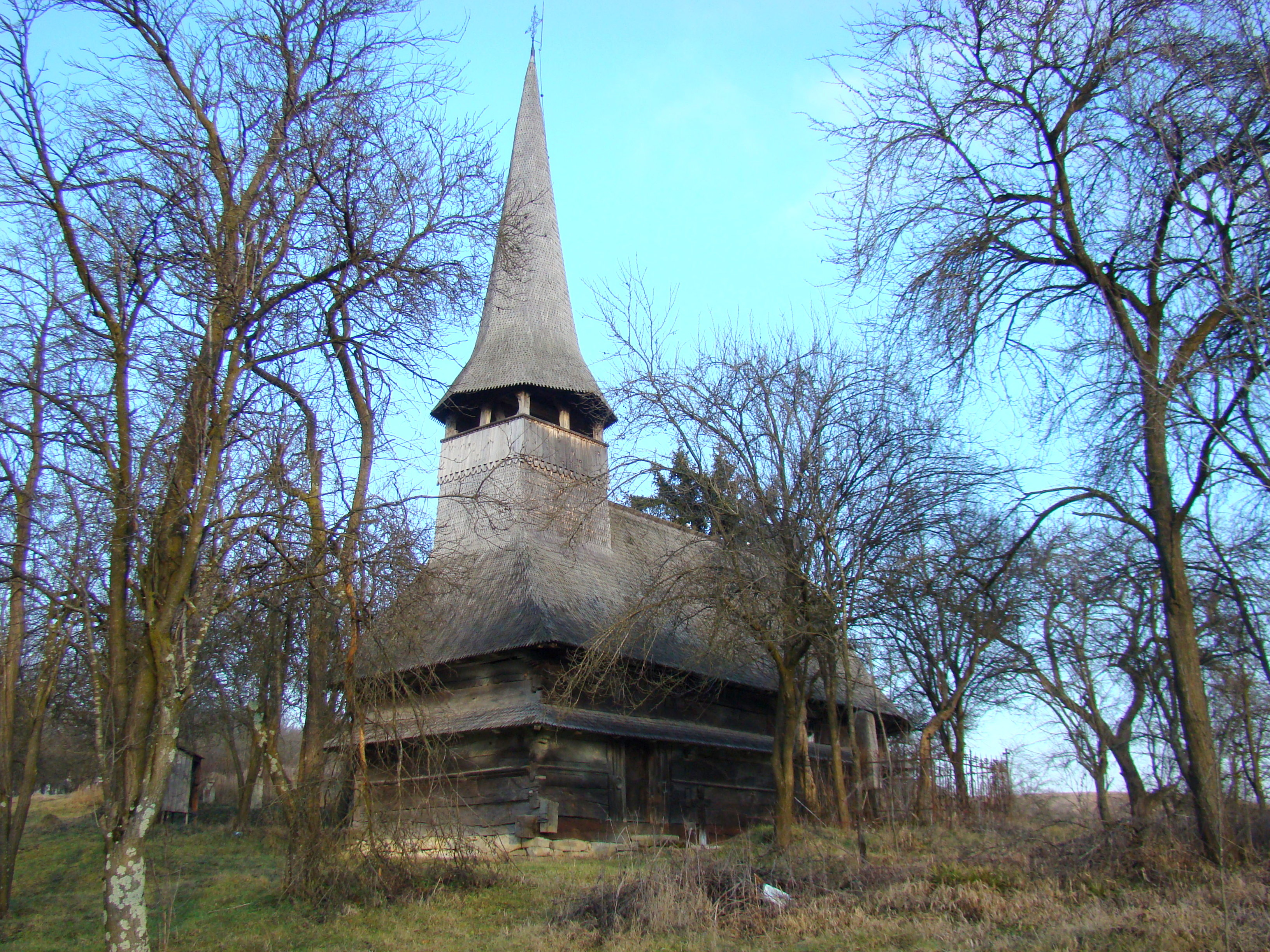
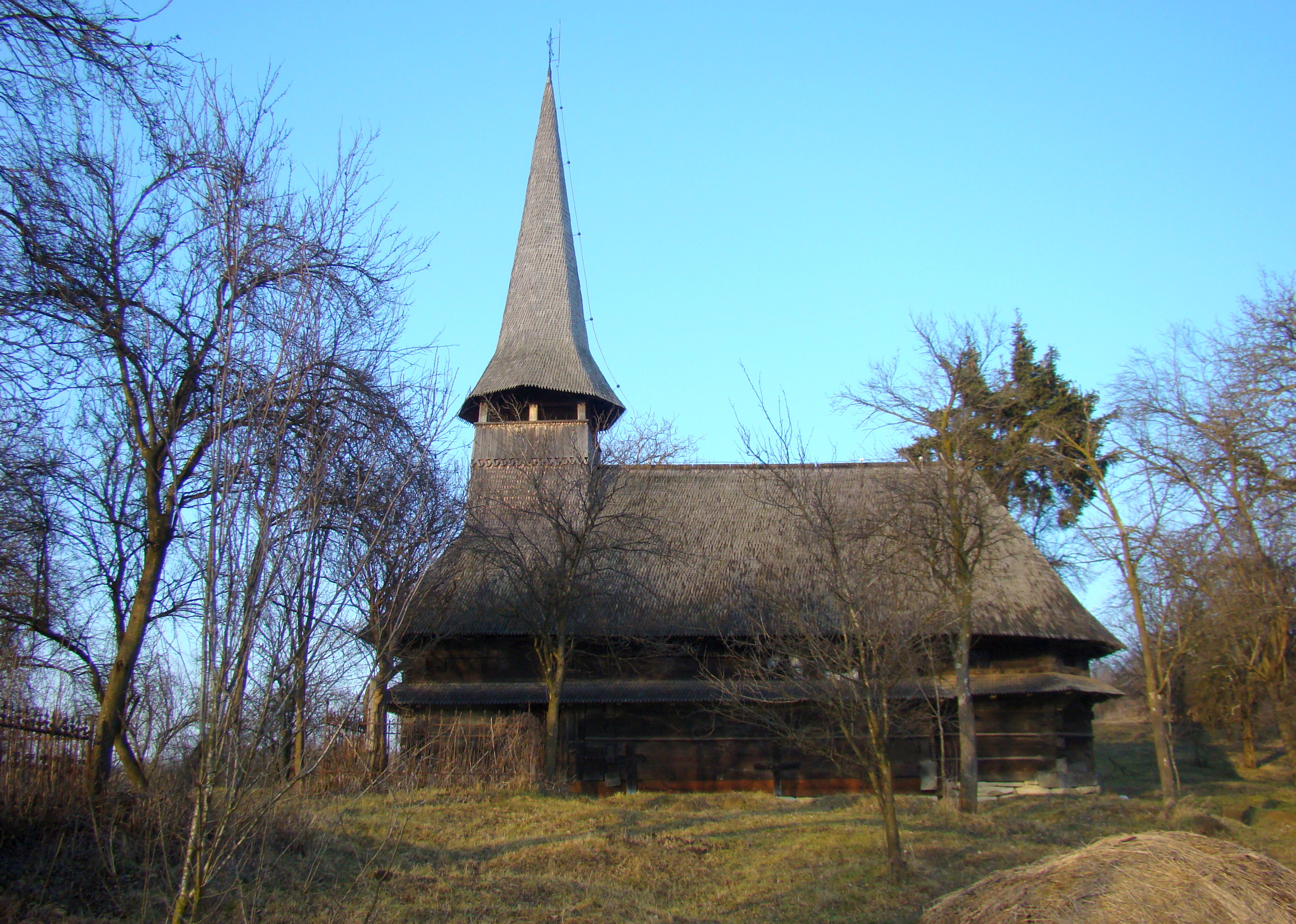
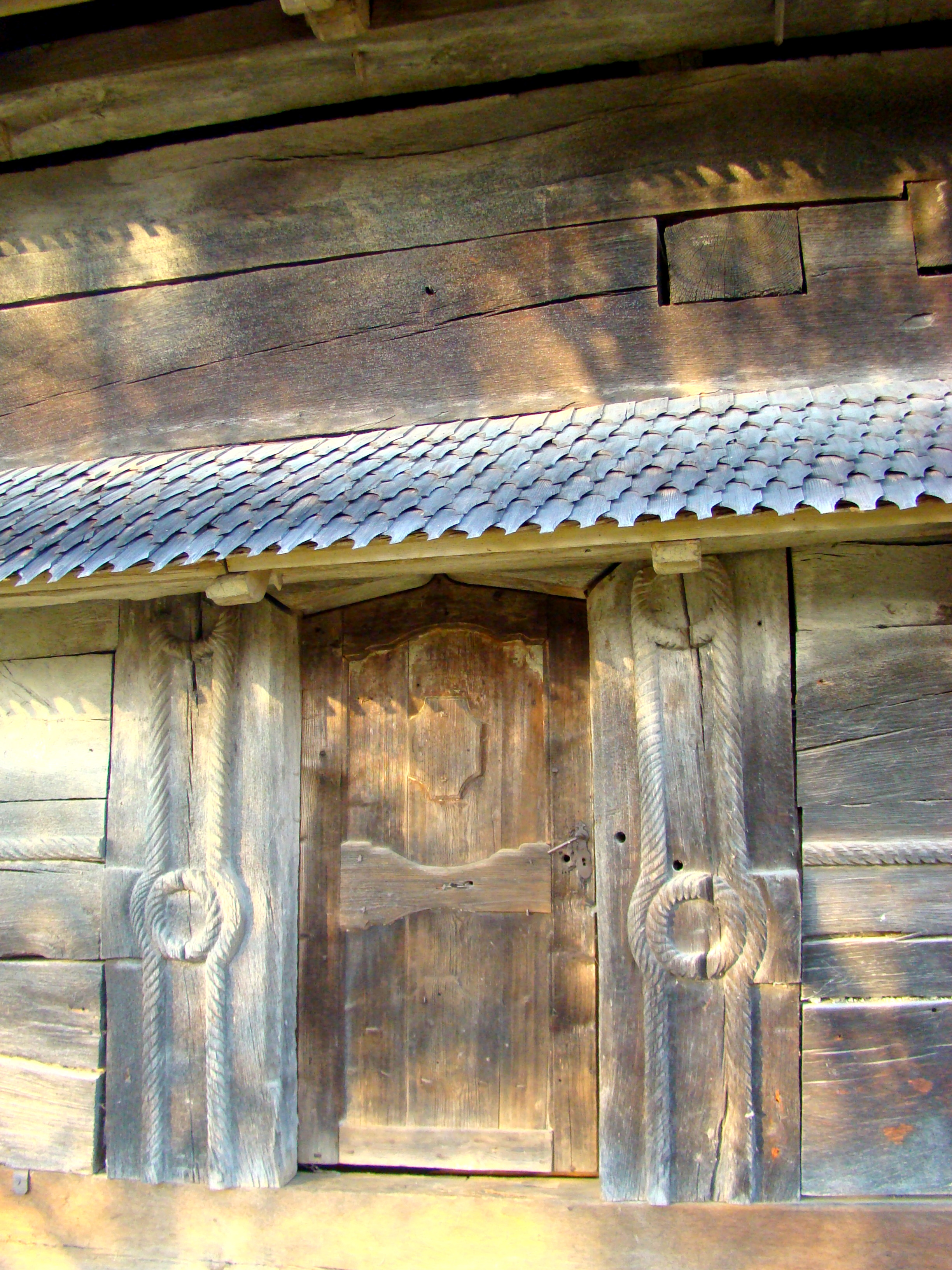
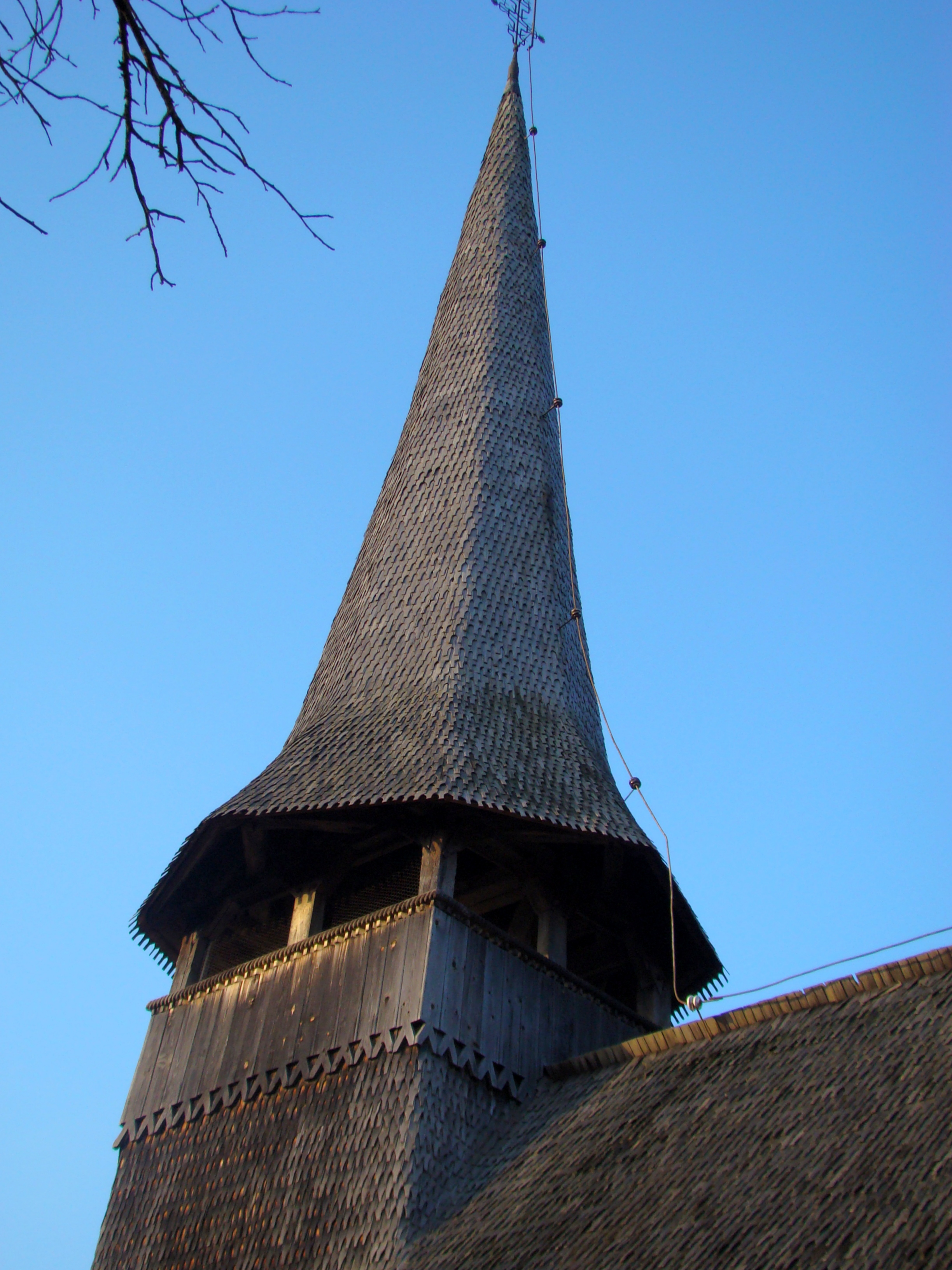
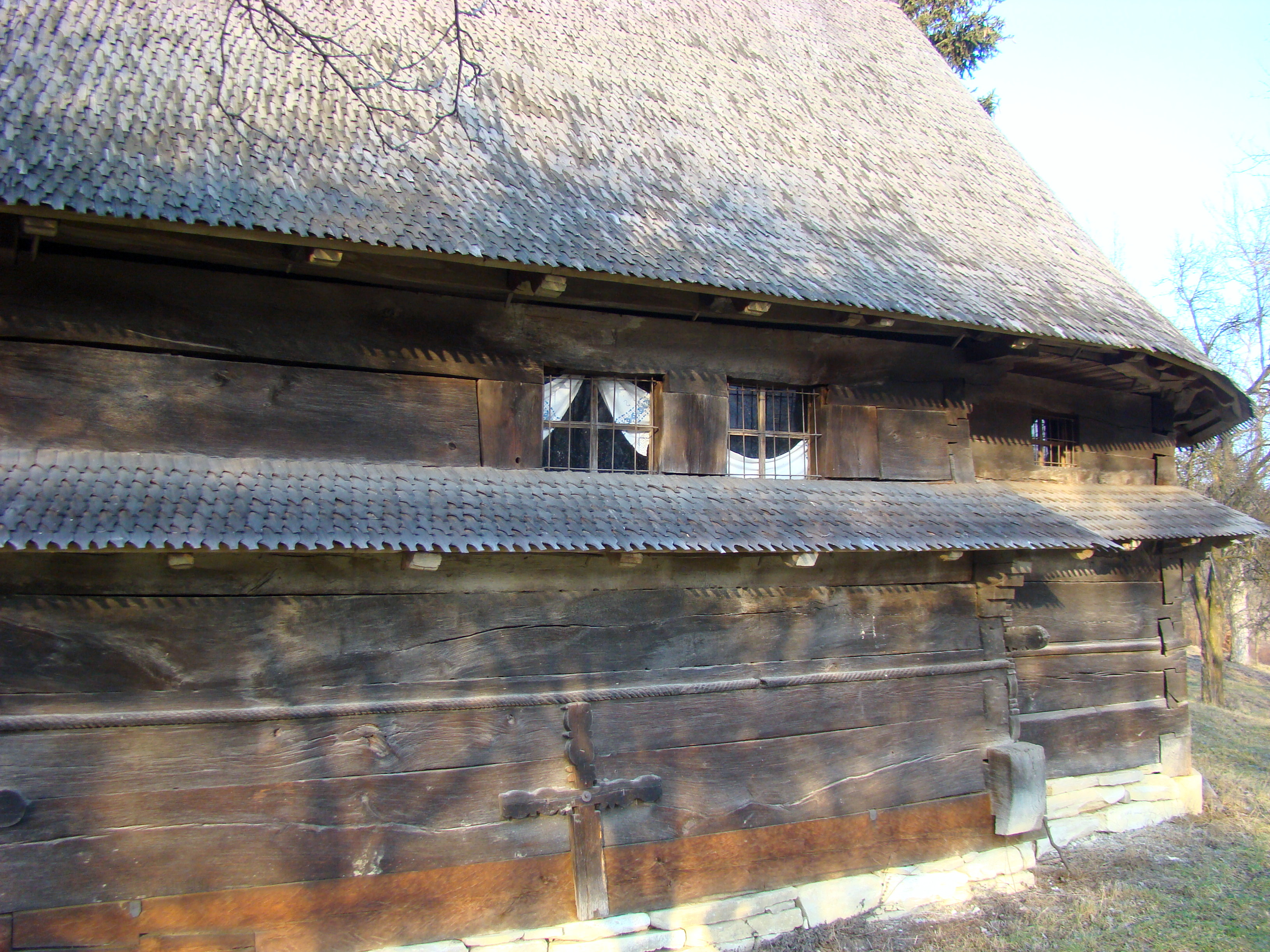
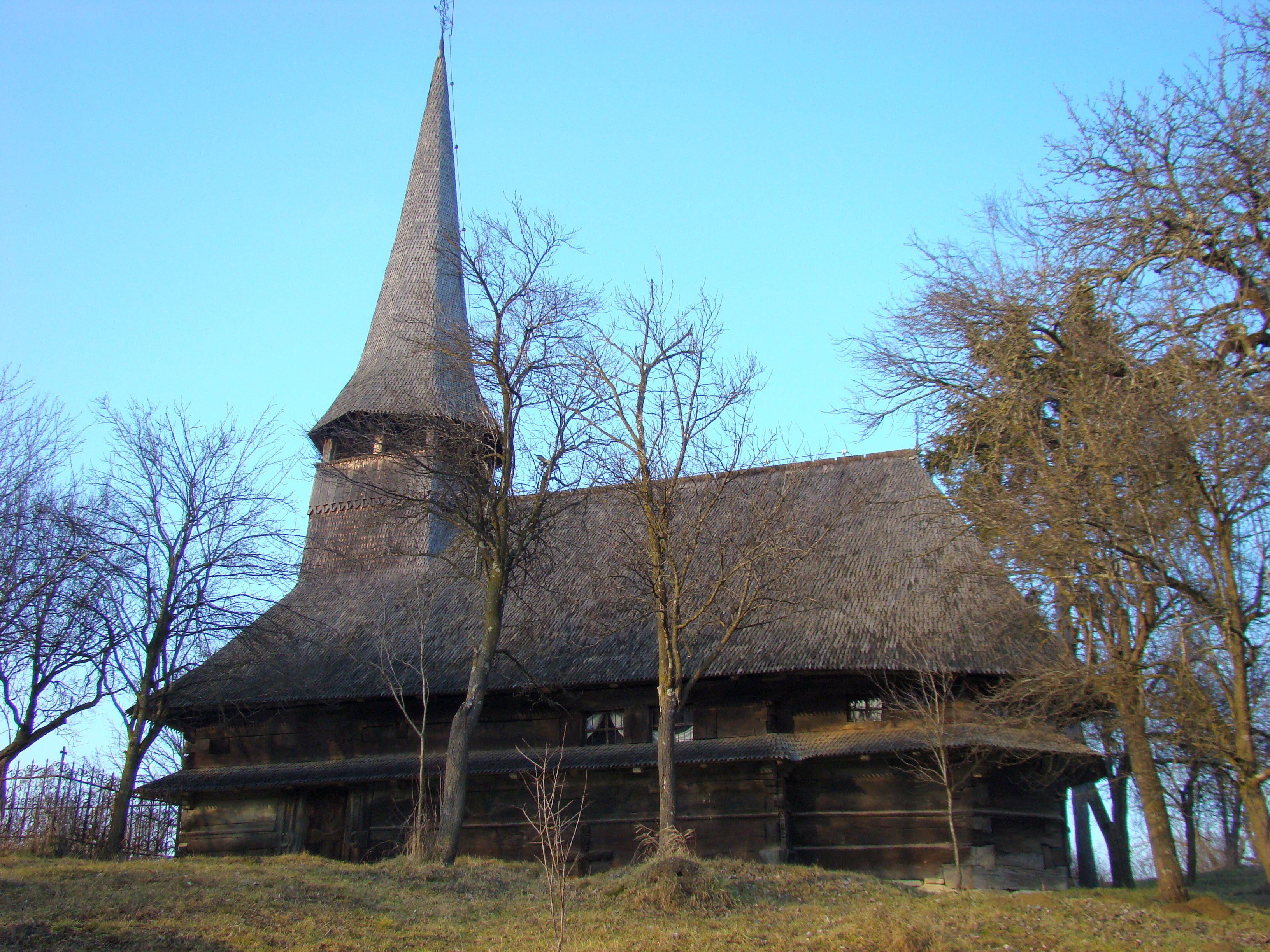
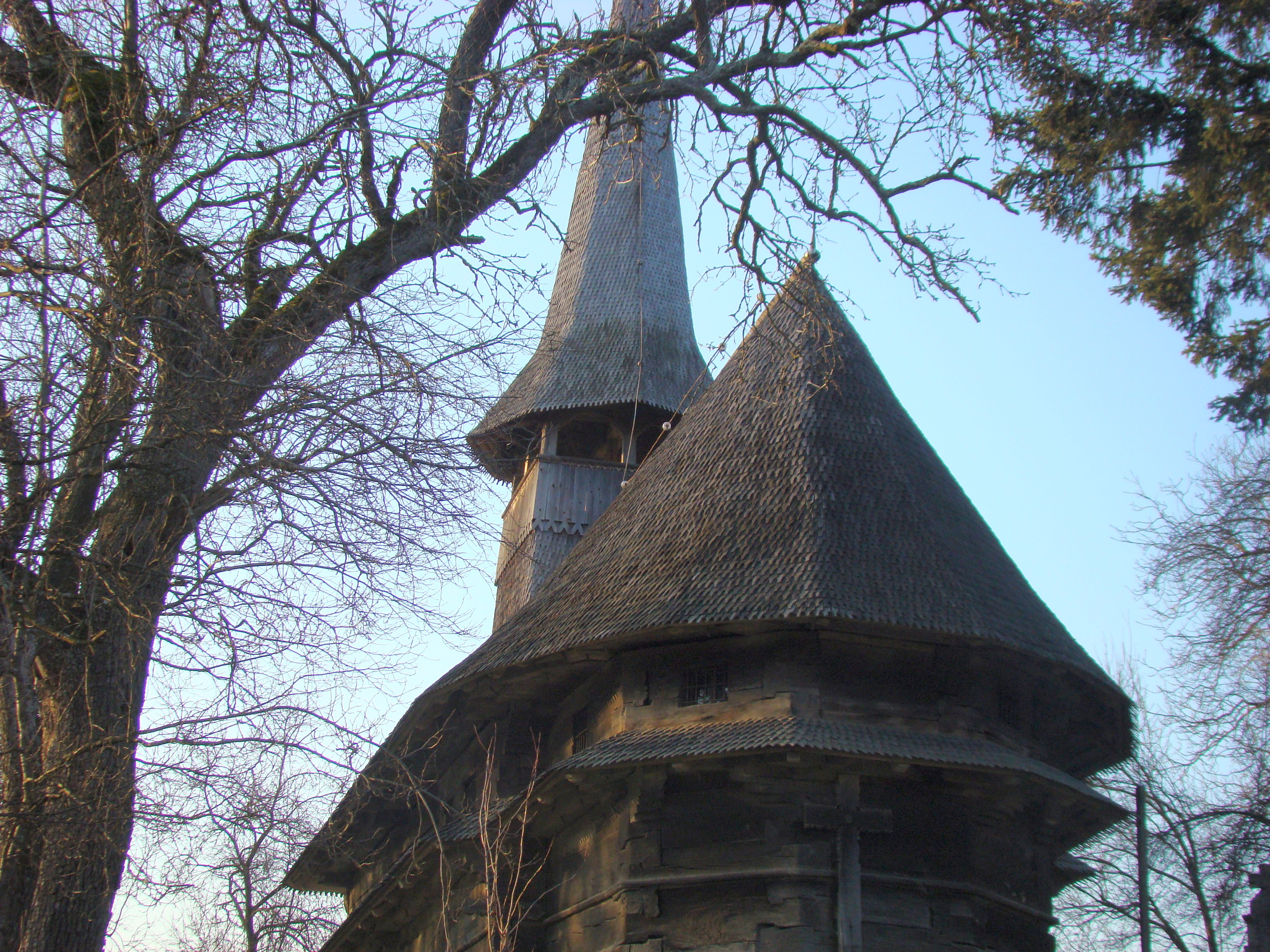
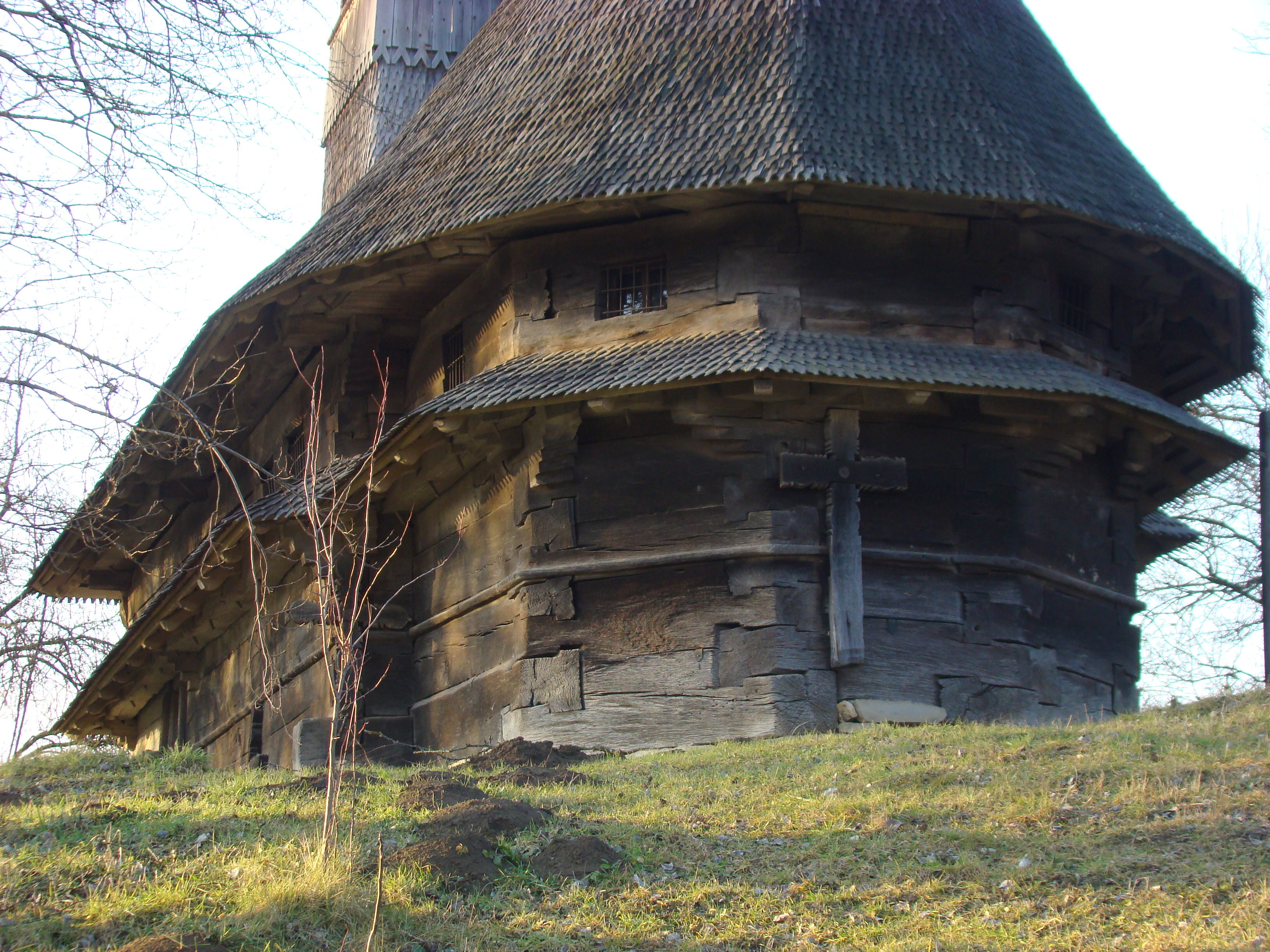
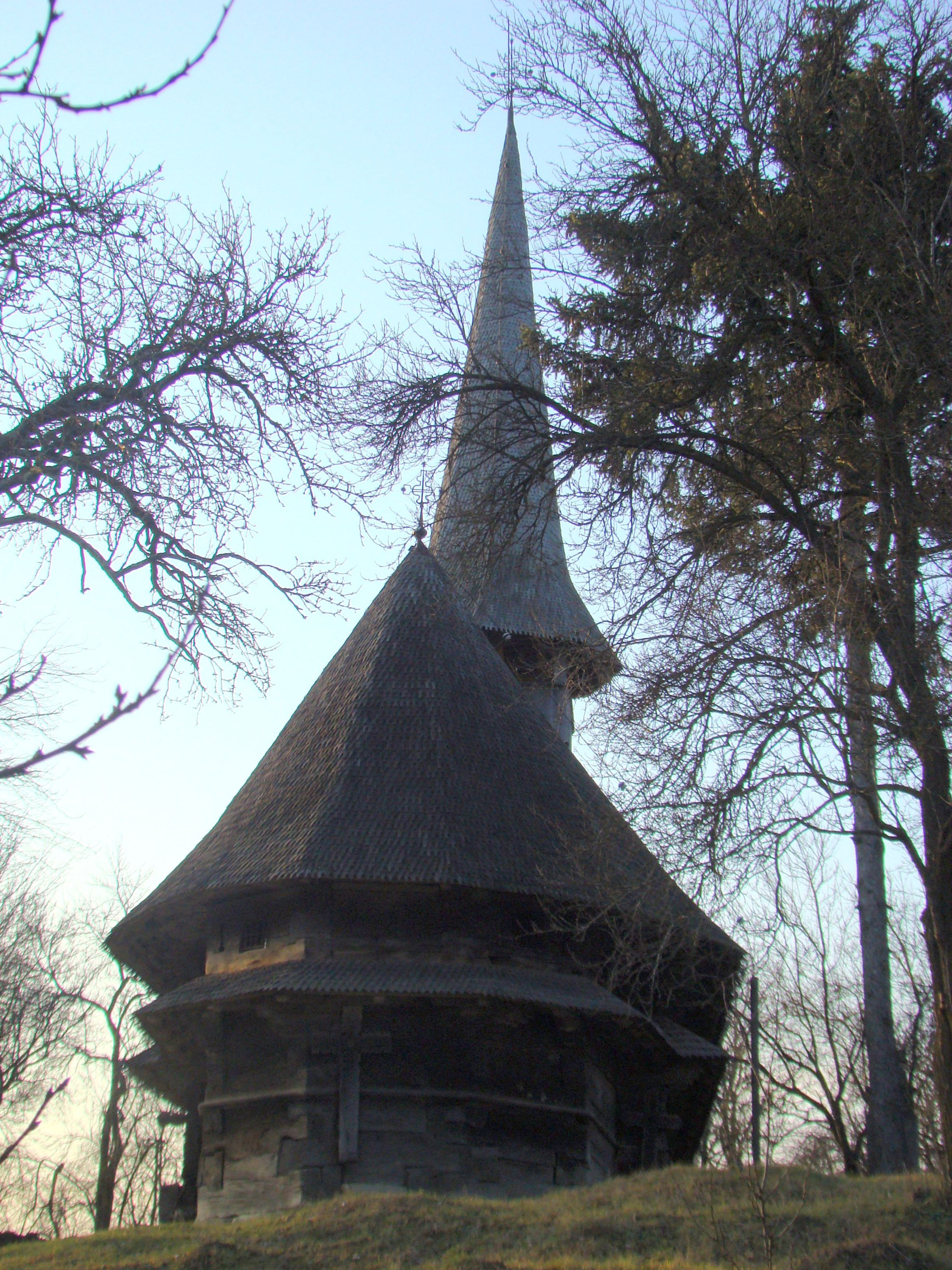
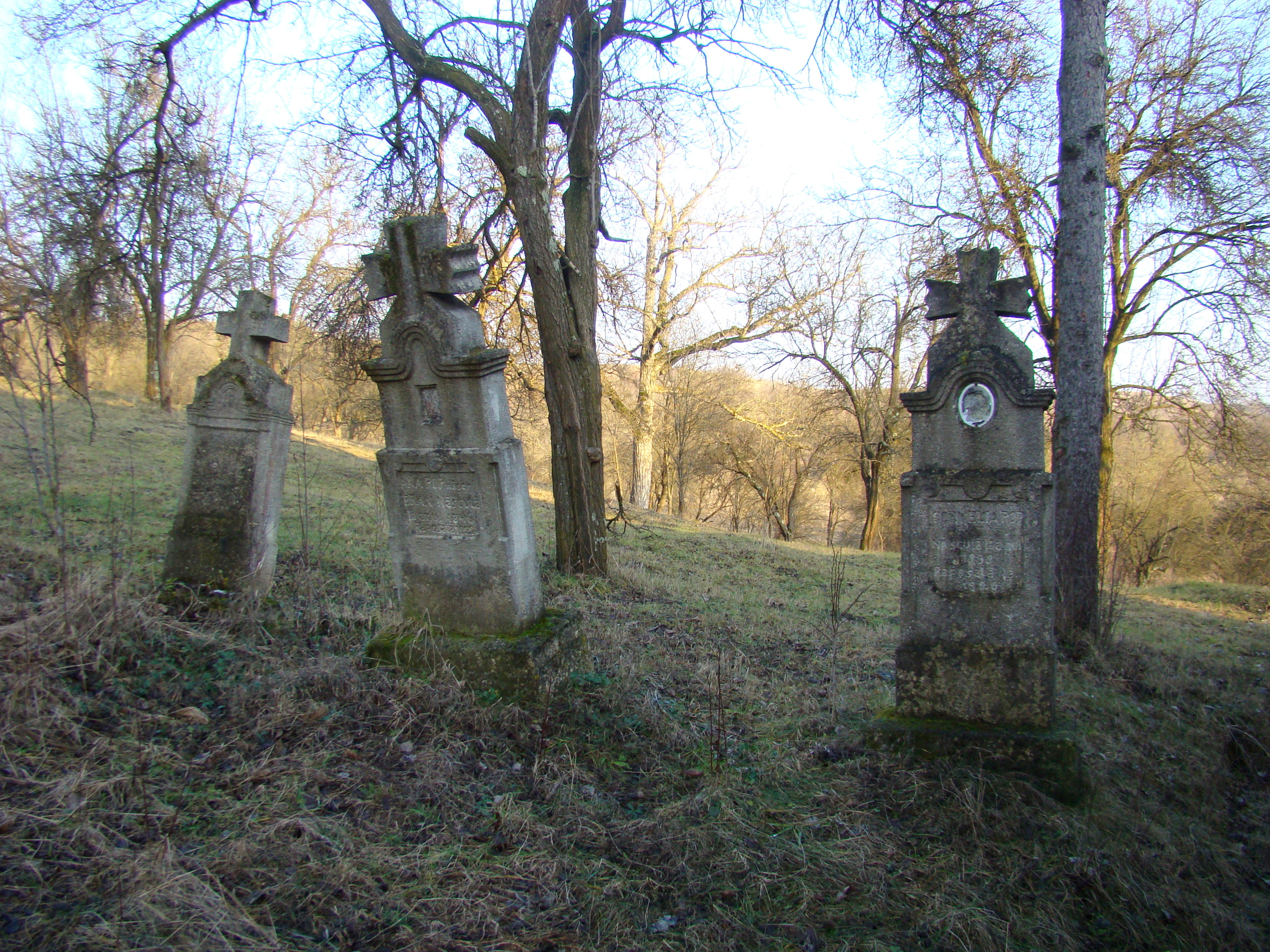
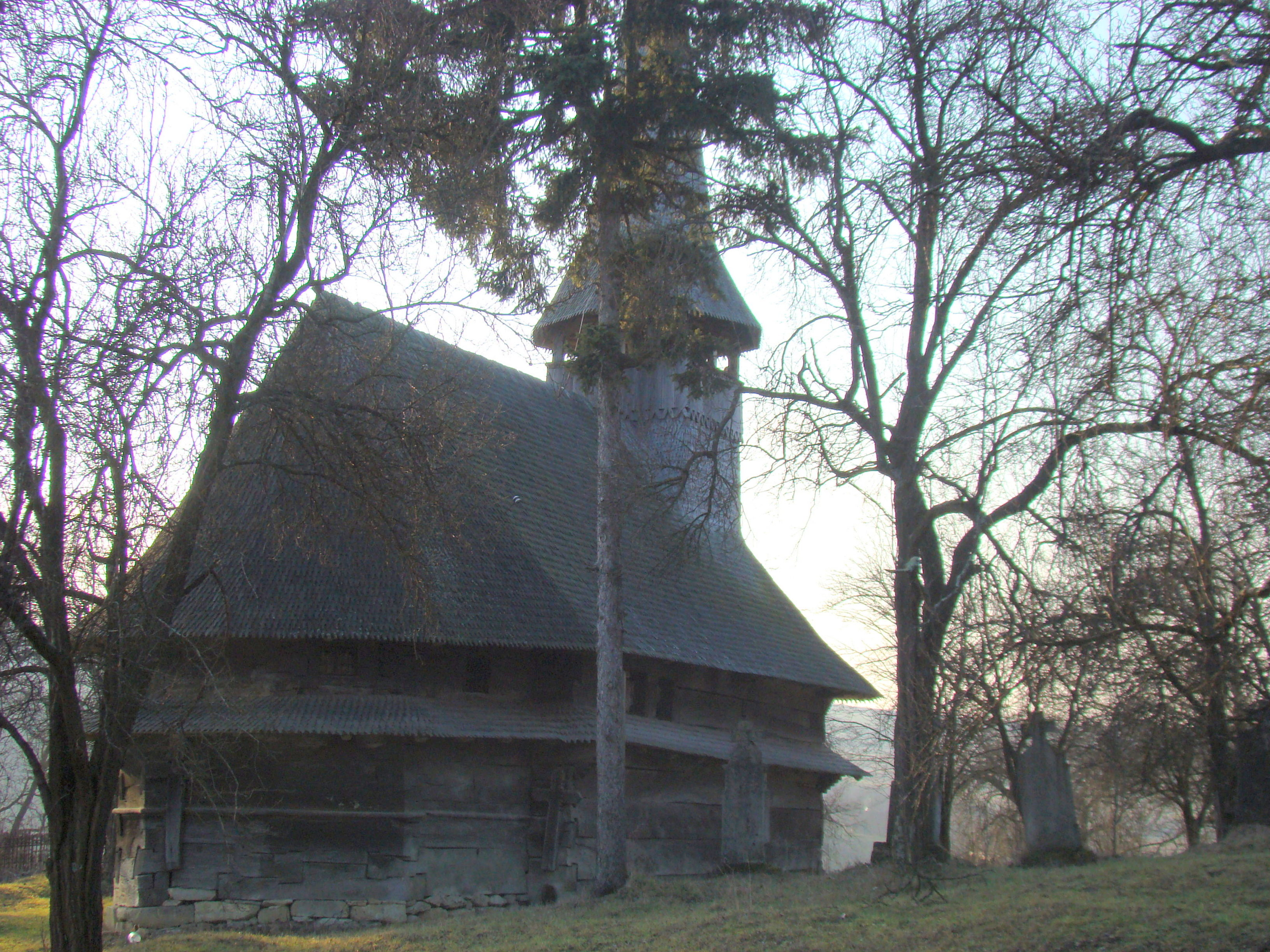

## Istoric și trăsături
Biserica de lemn din Domnin, comuna Someș-Odorhei este construită în anul 1753 de un meșter din Maramureș împreună cu cei trei fii ai lui - conform legendei ce a transcens veacurile -, fiind un exemplar de o specificitate aparte în contextul construcțiilor arhitectonice din lemn de pe teritoriul județului Sălaj.
Construită integral din lemn, biserica, devenită punct de reper pe harta turistică a județului Sălaj, este proiectată și concepută în stilul arhitectonic al arhicunoscutelor biserici de lemn din Maramureșul istoric, apartenența menționată justificându-se prin apropierea geografică a satului Domnin de limita sudică a județului Maramureș, dar argumentul primordial este adus de însăși proveniența arhitecților nativi sus-menționati, care nu este alta decât însăși vatra emitentă a marilor maeștri anonimi și populari pe care o numim Maramureșul istoric.
Două inscripții păstrate în biserică pot oferi date certe în legătură cu înălțarea edificiului; pe o cruce sculptată din pronaos scrie: „1758, iulie 22 zile au răposat popa Matei”. Pe masa altarului este o alta: „1753 luna noiembrie 8 zile, acest sfânt prestol l-au cumpărat Ștefan Onu ...pomană în veci.” A fost pictată de Ioan Prodan în anul 1812.